# SN 2002cs
SN 2002cs – supernowa typu Ia odkryta 5 maja 2002 roku w galaktyce NGC 6702. W momencie odkrycia miała maksymalną jasność 16,30m.